# Guatemalas historia
Guatemalas historia tar ofta sin början vid avkoloniseringen av Nya Spanien i början av 1800-talet men området var bebott av människor i tusentals år dessförinnan. Man tror att de första människorna bosatte sig i området någon gång mellan 18 000 och 11 000 f.Kr.

## Förcolumbiansk tid
Människor tros ha vandrat till området som är dagens Guatemala för mellan 12 000 och 20 000 år sedan. När de blev bofasta och började bedriva jordbruk är också osäkert men fynd indikerar odlandet av grödor runt år 3500 f.Kr.

### Mayacivilisationen

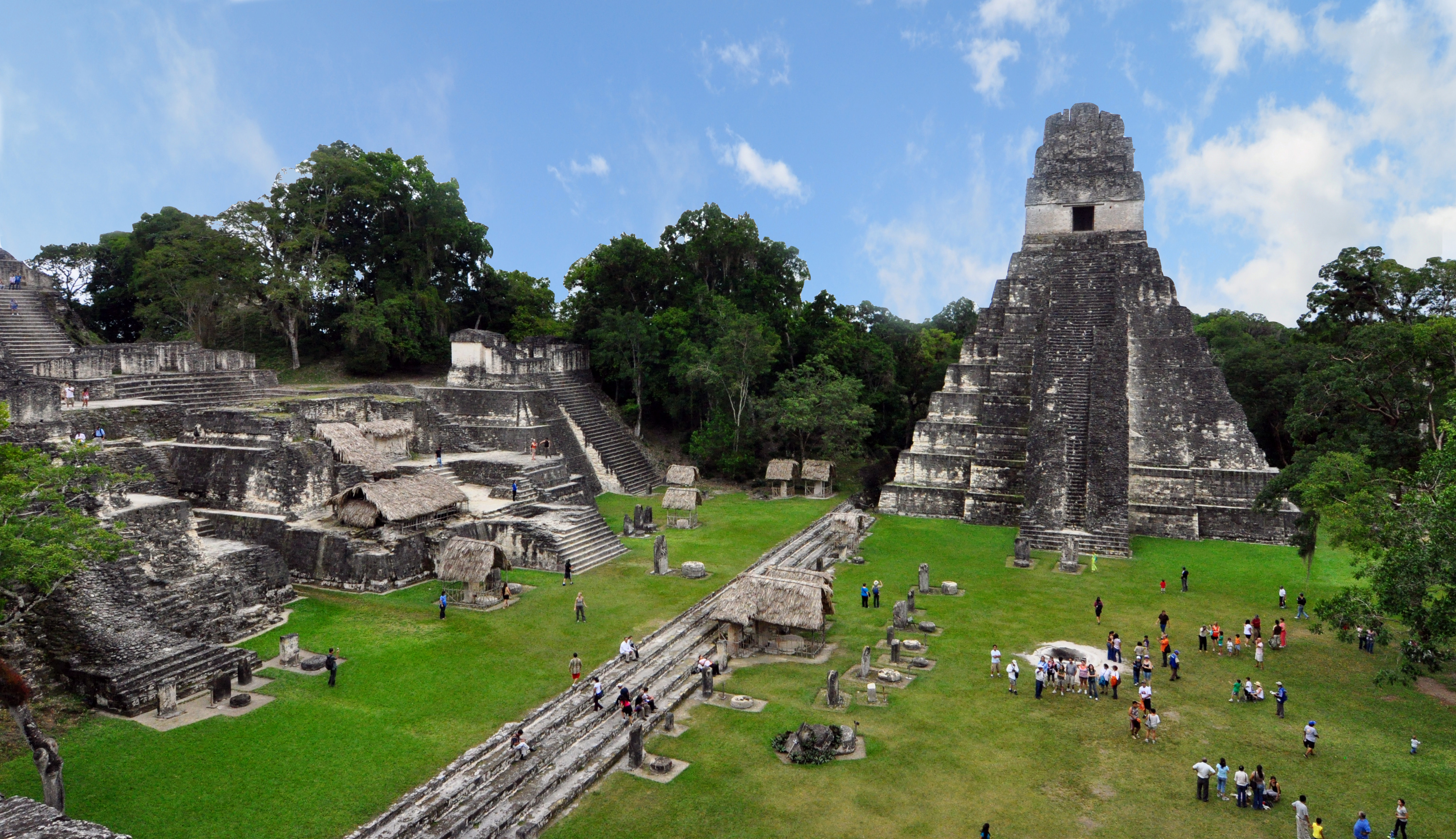
Tempelruin från mayaperioden i Tikal.

Guatemalas tidigaste historia är starkt anknyten och präglad av mayafolket och de tidigaste tecknen från mayatiden menar forskarna är mellan 2000 f.Kr. och 1500 f.Kr. Redan 1100 f.Kr. ska olmekerna ha börjat bygga pyramider och hugga ut stora stenbrott. Olmek-folket betecknas rätt ofta som Mesoamerikas moderkultur. Detta folk hade stort inflytande genom hela mayaregionen och påverkade speciellt konsten, religionen och politiken. De utvecklade också tidigt ett skriftsystem och den kalender som blev känd som "Den långa räkningen".
Under perioden 350 f.Kr. till 250 e.Kr. växte det fram en stad som idag kallas El Mirador, efter det spanska namnet på området det ligger i, El Mirador basin. Staden spred sig över 20 kvadratkilometer och tros ha haft en befolkning på omkring 100 000 invånare. Bara storleken på staden gjorde att staden kunde klassas som superstat redan år 100 f.Kr. Det högsta tempelkomplexet i staden nådde 70 meter - det högsta byggnadsverket någonsin byggt i förcolumbiansk kultur i Amerika. Perioden runt och efter 300 räknas som den viktigaste epoken i mayahistorien. Mayafolket kom nu genom krigsherrens Siyaj K'ak' försorg under inflytande från Teotihuacán i Mexiko, en stad med omkring 250 000 invånare. Ännu en stad växte fram, Tikal, som ett dominerande maktcenter i mayanernas land. Samtidigt växte också staden Calakmul. Från 500 var dessa städer så stora att alla andra städer i mayavärlden tillhörde dessa. Calakmul besegrade Tikal 562 och detta följdes av ett lugnare tillstånd på 130 år, likt senare tiders kalla kriget, då utvecklingen i Tikal och andra stad runt ikring drevs av sund konkurrens.
Mellan 600 och 850 var det stort välstånd i mayaområdena. Mayafolket var förenat i samma mytologi|och kultur, och mayaarkitekturen, astronomi och konst nådde så högt att inget annat förcolumbianskt samhälle kunde mäta sig med dem. Handeln blomstrade och befolkningen växte till omkring 10 miljoner invånare runt 750. Från 750 till 830 och efter blev dessa handelsförbindelser brutna, krig bröt ut, städerna blev lämnade och inga nya tempel eller monument byggdes som förr. Grunden till nedgången är numera (2008) väl känd..

### Perioden från 1300-talet – 1600-talet
Från 1300-talet fram till den spanska invasionen av Guatemala 1523 rådde ständiga krig mellan de olika stammarna och olika folkgrupper i landet. På grund av den dåliga sammanhållningen och interna stridigheter mötte de spanjorerna med litet samlat motstånd. Spanjorerna hade också stor fördel med sina hästar, rustningar och gevär. Det sägs att den spanska conquistadoren Alvarado med sina 620 män besegrade 30 000 k'iche'krigare i närheten av Xelajú.

## Modern tid

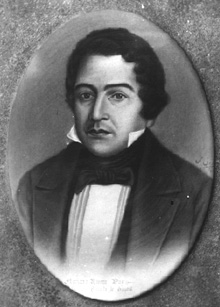
Mariano Rivera Paz, Guatemalas första president.

Guatemala blev 15 september 1821 självständigt från Spanien och ingick då i det nybildade Mexikanska kejsardömet som upplöstes 1823. Därefter ingick området i federationen Centralamerikas förenade provinser fram till 1839 då Republiken Guatemala blev en egen stat. Vid landets bildande utkämpades ett inbördeskrig mellan ett liberalt parti med försänkningar i borgarklassen, som önskade återupprätta förbundsrepubliken och det klerikala konservativa partiet, de så kallade servila, med anhängare bland godsägarna och den katolska indianbefolkningen. Det senare utgick som segare i inbördeskriget, sedan deras ledare general José Rafael Carrera Turcios (1814-1865) i ett slag vid Guatemala City besegrat de liberala under befäl av honduranen Francisco Morazán 1840.
Med ett avbrott 1848-51 styrde Carrera nu Guatemala till sin död. Eftermälet om Carrera går isär. Hans militärdiktatur med dess ursinniga terror var ett mörkervälde, samtidigt utvecklades staten, och Guatemala förde framgångsrika krig mot Honduras och San Salvador. 1871 störtades Carreras efterträdare Vicente Cerna av liberalerna under Miguel García Granados Zavala, som 1873 efterträddes av den liberale diktatorn Justo Rufino Barrios Auyón som exproprierade kyrkogodsen, förjagade jesuiterna, proklamerade en författningsreform och återupptog "den centralamerikanska tanken" men stupade framför fästningen Chalchuapa i San Salvador.
Projektet återupptogs av hans efterträdare men misslyckades, i synnerhet genom San Salvadors motstånd. 1892-98 regerade José María Reina Barrios med terror och diktatur. Ett huvudmotiv i Guatemalas politik blev nu förhållandet till USA:s ekonomiska expansion. Barrios efterträdare, diktatorn Manuel José Estrada Cabrera bekämpade först USA:s inflytande men mottog från 1911 subsidier från USA. År 1917 avbröt han de diplomatiska förbindelserna med Tyska riket som ställningstagande under första världskriget. 1920 störtades Cabrera genom en militärkupp.

### Mellankrigstiden
Under 1920-talet rådde politisk instabilitet i landet. Jorge Ubico valdes 1931 till president men hans regeringstid kom att allt mer utmärkas av auktoritära metoder. Det uppstod en polarisering mellan den oerhört rika eliten och den stora extremt fattiga majoriteten och president Ubico hade ett intimt samarbete med USA:s regering och det mäktiga amerikanska fruktbolaget United Fruit Company som totalt dominerade Guatemalas ekonomi.
United Fruit Company hade i årtionden haft ett mycket stort politiskt inflytande över hela Centralamerika, en stor del av Karibien och även i Sydamerika. I Guatemala utgjorde företagets investeringar nästan två tredjedelar av landets totala utländska kapital. Företaget ägde i landet runt 2 500 000 kvadratkilometer mark, hade stort inflytande över landets politiska institutioner, och ägde Guatemalas enda järnvägslinje.

### Demokratisering och kalla kriget
En folklig resning 1944 gjorde slut på Ubicos allt mer parafascistiska styre. Resningen leddes av militärer, major Franciso Araña och kapten Jacobo Arbenz, men hade som mål att inleda en genuin demokratisk samhällsförändring där alla medborgares medborgerliga rättigheter skulle garanteras i en ny konstitution. Kuppen välkomnades till en början av USA:s regering som hade blivit allt mer obekväm med Ubico vid makten på grund av dennes vid det laget öppet råa fascism. Juntan lanserade för de kommande valen en filosofiprofessor vid namn Juan José Arévalo, som uppgav sig vara en "andlig socialist", han fördömde marxismen och förespråkade demokratisering inte genom omfördelning av landets resurser utan genom emancipation av den fattiga befolkningen vars livsvillkor han hoppades förbättra. Arévalo vann valet med 85% av rösterna. Hans åtgärd att tillåta fackföreningar upprörde landets storjordägare, däribland United Fruit Company. Strejker för bättre villkor kom att kosta det amerikanska bananbolaget stora pengar. United Fruit ägde inte bara enorma landarealer utan hade skaffat sig monopol på landets telefoni, telegrafväsende och järnvägar.
Som efterföljare till Arévalo valdes i de allmänna valen 1951 kapten Jacobo Arbenz. Valet välkomnades till en början av USA:s regering, som litade på att en militär skulle vara en konservativ antikommunist. Men Arbenz var ute efter att fördjupa den demokratiska revolution som inletts av hans föregångare. Han hävde förbudet mot Guatemalas kommunistiska parti och inledde en genomgripande jordreform. Han drev igenom dekret 900, som stadgade att jord som inte brukades av storgodsen kunde konfiskeras och delas ut till landets fattigbönder. Som kompensation till de tidigare ägarna betalade man med statsobligationer. När Arbenz även lät förstatliga jord tillhörande United Fruit Company ingrep USA:s regering.
United Fruit lanserade nu en intensiv propagandakampanj mot Arbenz regering i nära samarbete med New York Times. I USA, där McCarthy-hysterin och häxjakten på misstänkta kommunister var i full gång, framställdes Guatemala som en sovjetrepublik. Propagandan fungerade effektivt gentemot USA:s elit. USA som redan 1949 hade beslutat om ett vapenembargo mot vänsterregeringen i Guatemala City lyckades nu övertala sina allierade i Europa att också åtlyda embargot. President Jacobo Arbenz brydde sig dock inte mycket om USA:s allt mer aggressiva politik, han var inte intresserad av att köpa vapen då han oroade sig över att armén skulle kunna använda dem i en kupp mot honom. När Arbenz i oktober 1953 fick tillgång till dokument som visade att den antikommunistiske överste Carlos Castillo Armas planerade en invasion av Guatemala i nära samarbete med CIA valde han dock att vända sig till Tjeckoslovakien, i brist på andra alternativ på grund av USA:s embargo, för vapeninköp. Vapenimport från Tjeckoslovakien var den slutliga triumfen för United Fruits och CIA:s propaganda; det var nu enligt dem bevisat att Guatemala hade blivit en sovjetrepublik och del av den världskommunistiska konspirationen. I mars 1954 drev USA:s utrikesminister John Foster Dulles igenom den så kallade Caracasdeklarationen i Organisationen för amerikanska stater (OAS) som rörde medlemsländernas rätt att ingripa mot "kommunism" i ett annat medlemsland. 24 maj 1954 blockerade amerikanska krigsfartyg Guatemalas territorialvatten.

### Invasionen och militärkupp
USA:s president Dwight D. Eisenhower beslutade att med hjälp av CIA störta Arbenz i vad som kallades Operation PBSUCCESS. En massiv amerikansk propagandakampanj riktades mot Guatemalas invånare för att misskreditera regeringen och den 18 juni 1954 invaderade 480 legosoldater anlitade av CIA under överste Carlos Castillo Armas ledning Guatemala. Trots att Guatemalas armé snabbt krossade den lilla invasionsstyrkan beordrade president Arbenz att låta inkräktarna tåga vidare in i landet. Han fruktade, liksom landets officerskår, att USA helt enkelt skulle ockupera landet om man gjorde motstånd mot CIA:s legosoldater. CIA-flygplan började snart napalmbomba guatemalanska städer samt utländska handelsfartyg i landets hamnar och ledande befälhavare fick panik, vissa hade redan deserterat till överste Armas. Samtidigt ökade intensiteten på CIA:s psykologiska krigföring med ryktesspridning om kontrarevolution, stora segrar för invasionsstyrkan och kapitulerande arméregimenten.
Arbenz hoppades att Förenta nationerna skulle intervenera för att försvara demokratin och den lagliga regeringen men USA hotade emellertid Storbritannien och Frankrike med att om de lade sig i USA:s politik i Centralamerika, så skulle USA lägga sig i deras koloniala angelägenheter i Afrika och Asien. Inför dessa hot gav Frankrike och Storbritannien vika och FN:s säkerhetsråd avslog Guatemalas begäran om intervention. Arbenz avgick den 27 juni och flydde till Mexiko.

### Militärstyre
Carlos Castillo Armas tog makten och det följde en blodig period med dödsskvadroner, massavrättningar och gerillarörelser. Militären kom att ha direkt eller indirekt kontroll över regeringsmakten. Armas kom under sina tre år vid makten att återställa den gamla ordningen. Oppositionella mördades eller försvann, obekväma politiska partier förbjöds, människor som inte var läs- och skrivkunniga, dvs. över hälften av befolkningen, fråntogs sin rösträtt. Jordreformen revs upp och stora jordägare som United Fruit återfick sina egendomar på bekostnad av de 100 000 landlösa som hade fått egendomar tilldelade sig.
General Ydigoras valdes till president 1958. Han störtades 1963 i en kupp som leddes av överste Enrique Peralta Azurdia. 
En civil person, Julio Cesar Mendez Montenegro, valdes till president 1966. 
En statskupp 1982 utförd av unga officerare gav general Efraín Ríos Montt makten. Ríos Montt blev i sin tur avsatt i en ny statskupp 1983 av general Oscar Mejía Victores. Denne lovade återgång till demokrati och en ny författning utarbetades. 
Valet 1985 vanns av kristdemokraten Vinicio Cerezo. Trots hans försök att åstadkomma fred i landet ökade våldet. I valet 1990 vann Jorge Serrano Elías, som var ledare för ett nytt center–högerparti Movimiento de la Acción de la Solidaridad (MAS).
Vid valet 1993 utsågs parlamentets ombudsman för mänskliga rättigheter, Ramiro de León Carpio, till president. År 1996 blev Alvaro Arzú från det högerorienterade partiet Partido de Avanzada Nacional (PAN) president. Samma år slöts ett fredsavtal med gerillan.

## Inbördeskriget
I opposition mot militärens och andra makthavares terror startade en gerillarörelse som i början av 1960-talet undan för undan växte i styrka. Rörelsen organiserade stöd från bönderna på landsbygden, den angrep arméutposter för att få tag på vapen och den genomförde kidnappningar och bankrån för att få tag på pengar. I början hade en del gerillaledare sympatier för trotskism, Småningom kom gerillarörelsen att ha som enda dominerade ideologi ett engagemang för en jordreform som hade stoppats av kuppen 1954, och en  önskan om ett mer jämlikt samhälle.
Regimen svarade på gerillaaktiviteterna med terror. Alla som försökte organisera en fackförening eller någon annan organisation för att förbättra böndernas situation, alla som uttryckte sympati för gerillan eller som misstänktes för att stödja gerillan kunde råka illa ut. Likaså människor med vaga vänsteranknytningar eller som uttryckte en försiktig kritik av regeringspolitiken. Tortyr blev mycket vanligt; torterade och stympade kroppar kunde återfinnas i massgravar eller flyta omkring i plastsäckar i någon flod.
Amnesty International uppskattade att under perioden oktober 1966 till mars 1968 dödades mellan 3 000 och 8 000 guatemalaner av polisen, militären och olika antikommunistiska medborgargarden. 1972 beräknades offrens antal vara 13 000. Fyra år senare uppskattades det att mer än 20 000 hade mördats eller försvunnit utan spår. Några decennier efter det att regimens massakrer utfördes har en del förövare ställts inför rätta och blivit dömda.

### Stöd från USA
USA:s militärdelegation i Guatemala betraktade den växande gerillarörelsen som ett kommunistiskt hot. Man levererade militärutrustning  och skickade amerikanska rådgivare. En USA-bas som var utformad för kontraupprorsutbildning inrättades. Napalm släpptes över byar, grödor och människor från flygplan med amerikanska piloter som startade från Panama och återvände till Panama efter bombningarna.
USA:s biståndsorgan (AID), Office of Public Safety (OPS) och Framstegsalliansen bidrog till att kraftigt utvidga Guatemalas polis och att utveckla den till en yrkeskår som hanterar oroligheterna i städerna. Högre polistjänstemän och tekniker skickades till utbildning vid Inter-American Police Academy i Panama, som 1964 ersattes av International Police Academy i Washington och en federal skola i Los Fresnos i Texas.

### Ny gerillarörelse
Vid slutet av 1968 hade kontraupprorskampanjen krossat gerillarörelsen genom att göra det omöjligt för rebellerna att röra sig öppet och fritt på landsbygden. Nästa större gerillarörelse, Guatemalas fattigarmé (EGP) kom 1976. Dessförinnan hade en stadsgerillakrigföring uppstått mot det statliga våldet. Politiska mord utfördes på båda hållen.  Utländska diplomater bedömde vid denna tid att för varje politiskt mord som vänsterrevolutionärerna utförde, stod högern bakom femton mord.
Fredssamtal återupptogs 1991 och ledde småningom till fredsavtal.
Inbördeskriget beräknas ha orsakat mer än 140 000 döda och över 1 miljon flyktingar..  
Dessutom fann ett okänt antal föräldralösa barn och änkor och en mängd ödelagda byar.

### Fredsavtal
År 1996 undertecknades ett fredsavtal mellan Guatemalas styrelsemakter och gerillakoalitionen URNG. Avtalet avslutade ett 36 år långt krig präglat av oerhörd brutalitet mot civila, främst mayabefolkningen. Avtalet gav Guatemala hopp om bättre tider.
Med hjälp av internationellt bistånd har skolor byggts tillsammans med hälsovårdsstationer och enkla hus för de fattigaste människorna. Många av de 50 000 guatemalteker som flydde till Mexiko under kriget har återvänt till Guatemala med hjälp från regeringen. De människor som fördrevs inom Guatemalas gränser har myndigheterna inte gjort särskilt mycket för att hjälpa, trots att det ingick i fredsavtalet.
Efter undertecknandet av fredsavtalet har vissa förbättringar skett i det guatemalanska samhället. Mycket återstår dock innan landet klarar av att ge befolkningen en acceptabel levnadsstandard. Det mesta tyder på att makteliten inte vill släppa ifrån sig den makt och de fördelar man har. Politisk vilja tycks saknas när det gäller att göra något åt fattigdomsproblemen. Den fattigaste delen av befolkningen kräver internationell hjälp för att kunna förbättra sin levnadssituation
År 1992 utdelades Nobels fredspris till Rigoberta Menchú, dotter till en bondeledare som mördats.